# Toleranță nemiloasă
Toleranță nemiloasă (în rusă Беспощадная толерантность) este o colecție de povestiri distopice contemporane, cu o tangență constantă spre o modelare socială, în care valorile tradiționale sunt înlocuite cu altele, noi, de multe ori opuse. Colecția alcătuită de beletristul rus Serghei Cekmaev⁠(ru)[traduceți], include lucrări ale mai multor autori ruși, între care: Iuri Burnosov, Kiril Benediktov, Vladimir Berezin, Dmitri Volodihin, Oleg Divov, Leonid Kaganov, ș.a.. 
Genul majorității povestirilor din colecție este definită prin cuvântul „liberpunk”, care este un fel de distopie, care urmărește ipoteticele consecințe ale alegerii sociale ultra-liberale, cu posibile excese viitoare ale corectitudinii politice, toleranței și „dictaturii minorității”.
După „Toleranța nemiloasă”, au fost publicate de același autor, încă două colecții, care au continuat subiectul sus menționat, și anume „Apocalipsa liberală” (în rusă Либеральный апокалипсис) în 2013 și „Sem'i.net” (Семьи.net) în 2014.

## Sinopsis

### Viitor luminos
În prima parte a colecției, care se numește „Viitor luminos” (în rusă Радужное будущее, literal se traduce ca „Viitorul curcubeu”, cu referire la steagul multicolor al LGBT), autorii încearcă să prezică consecințele care pot surveni odată ducerea la absurd a ideilor tolerante față de „minoritățile sexuale”. În această primă parte, lumea este dominată de căsătoriile între persoane de același sex, cuvintele „mamă” și „tată” sunt interzise, iar familia tradițională este un anacronism învechit.
Autoarea Anna Kitaeva în „Diagnosticul final” (în rusă Окончательный диагноз), descrie o realitate în care toate patalogiile sexuale sunt considerate normale, iar persoanele trebuie să se prezinte perverse, ca să nu cadă în categoria „cetățenilor potențial periculoși”.
O temă similară este ridicată în istoria „Demokontrol” (în rusă Демоконтроль) de Iulia Rîjenkova, care povestește despre o societate dominată de căsătoriile între persoane de același sex, în care familia tradițională este considerată a fi un vestigiu. 
Kiril Benediktov în „Monstrul” (în rusă Чудовище) atinge tematica novlimbii corecte și prezintă oamenii vorbind despre ei înșiși în genul neutru, pentru a nu fi considerați sexiști.
În povestea „Daliokaia gayparaduga” (în rusă Далекая гейпарадуга) de Leonid Kaganov, o profesoară de fizică din imprudență spune în clasă, că polii opuși ai unui magnet se atrag reciproc, iar polii identici – se resping reciproc, fiind astfel acuzată de homofobie.
Eroul povestirii lui Iuri Burnosov „Moscova, al douăzeci și doilea” (în rusă Москва, двадцать второй), după trezirea din comă se trezește într-o lume ireversibil schimbată, în care „comunitatea LGBT” (pe lângă LGBT, de asemenea pedofilii și zoofilii) organizează demonstrații împotriva Partidului Comunist.
Poveste lui Oleg Divov „Între Diavol și Marea albastră” (în rusă Между дьяволом и синим морем), povestește istoria unui patriot american, care din copilărie era considerat homosexual, și care dezvăluie o conspirație a lesbienelor americane inspirată de URSS, cu scopul de a desfrâna și distruge moral societatea americană în spiritul Planului Dulles.

### Oaspeți dragi
A doua parte a colecției, „Oaspeți dragi”, povestește despre problemele legate de imigranți. Autorul meditează și sugerează, că într-un anumit moment, însuși populația nativă a Europei, poate deveni una minoritară, „înecându-se” în cultura și obiceiurile aduse de migranți.